# Puchar Narodów Oceanii w piłce nożnej
Puchar Narodów Oceanii (ang. Oceania Nations Cup) jest najważniejszym turniejem piłkarskim w Oceanii. Pierwszy turniej o Puchar Oceanii rozegrano w roku 1973, w latach 80. rozegrano tylko jedne mistrzostwa w roku 1980. Puchar w obecnej formule jest rozgrywany cyklicznie co dwa lata, od 1996 roku, kiedy to Federacja Piłkarska Oceanii połączyła dwa niezależne od siebie, rozgrywane w różnych odstępach czasu, turnieje piłkarskie. Wówczas też przyjęto nazwę Puchar Narodów Oceanii.
Od 2006 roku Australia jest członkiem Azjatyckiej Federacji Piłkarskiej (AFC) – opuściła tym samym strefę Oceanii, czyniąc rozgrywki z jednej strony bardziej atrakcyjnymi (większa rywalizacja), z drugiej jednak obniżając ich poziom.

## Wyniki
| 1973 | Nowa Zelandia           | Nowa Zelandia    | 2 – 0            | Tahiti            | Nowa Kaledonia   | 2 – 1            | Nowe Hebrydy     |
| 1980 | Nowa Kaledonia          | Australia        | 4 – 2            | Tahiti            | Nowa Kaledonia   | 2 – 1            | Fidżi            |
| 1996 | Brak jednego gospodarza | Australia        | 6 – 0 5 – 0      | Tahiti            | Wyspy Salomona   | n/a              | Nowa Zelandia    |
| 1998 | Australia               | Nowa Zelandia    | 1 – 0            | Australia         | Fidżi            | 4 – 2            | Tahiti           |
| 2000 | Tahiti                  | Australia        | 2 – 0            | Nowa Zelandia     | Wyspy Salomona   | 2 – 1            | Vanuatu          |
| 2002 | Nowa Zelandia           | Nowa Zelandia    | 1 – 0            | Australia         | Tahiti           | 1 – 0            | Vanuatu          |
| 2004 | Australia               | Australia        | 5 – 1 6 – 0      | Wyspy Salomona    | Nowa Zelandia    | n/a              | Fidżi            |
| 2008 | Brak jednego gospodarza | Nowa Zelandia    | n/a              | Nowa Kaledonia    | Fidżi            | n/a              | Vanuatu          |
| 2012 | Wyspy Salomona          | Tahiti           | 1 – 0            | Nowa Kaledonia    | Nowa Zelandia    | 4 – 3            | Wyspy Salomona   |
| 2016 | Papua-Nowa Gwinea       | Nowa Zelandia    | 0 – 0 (k. 4 - 2) | Papua-Nowa Gwinea | Wyspy Salomona   | n/a              | Nowa Kaledonia   |
| 2020 | Nowa Zelandia           | Turniej odwołany | Turniej odwołany | Turniej odwołany  | Turniej odwołany | Turniej odwołany | Turniej odwołany |
| 2024 | Vanuatu · Fidżi         | Nowa Zelandia    | 3 – 0            | Vanuatu           | Tahiti           | 2 – 1            | Fidżi            |

1. 1 2 3 4 5 6  Australia była członkiem OFC do 2004 roku, następnie została członkiem AFC
2. 1 2  Mecz o 3. miejsce nie został rozegrany. Obie drużyny zajęły wspólne 3. miejsce.
3. 1 2 3  Miejsca ustalone w rozgrywkach grupowych.
4. 1 2  Turniej został odwołany z powodu pandemii COVID-19. Nie wyłoniono więc zwyciezców ani innych medalistów.

## Klasyfikacja medalowa

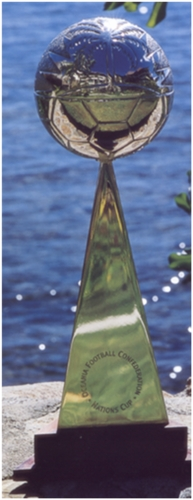
Trofeum przyznawane zwycięzcom.

| Drużyna           | 1 miejsce                              | 2 miejsce            | 3 miejsce            | 4 miejsce                  |
| ----------------- | -------------------------------------- | -------------------- | -------------------- | -------------------------- |
| Nowa Zelandia     | 6 (1973, 1998, 2002, 2008, 2016, 2024) | 1 (2000)             | 3 (1996, 2004, 2012) | -                          |
| Australia         | 4 (1980, 1996, 2000, 2004)             | 2 (1998, 2002)       | -                    | -                          |
| Tahiti            | 1 (2012)                               | 3 (1973, 1980, 1996) | 2 (2002, 2024)       | 1 (1998)                   |
| Nowa Kaledonia    | -                                      | 2 (2008, 2012)       | 3 (1973, 1980, 2016) | -                          |
| Wyspy Salomona    | -                                      | 1 (2004)             | 3 (1996, 2000, 2016) | 1 (2012)                   |
| Vanuatu           | -                                      | 1 (2024)             | -                    | 4 (1973, 2000, 2002, 2008) |
| Papua-Nowa Gwinea | -                                      | 1 (2016)             | -                    | -                          |
| Fidżi             | -                                      | -                    | 2 (1998, 2008)       | 3 (1980, 2004, 2024)       |

## Klasyfikacja startów (1973–2024)
| 11 występów - Nowa Zelandia 10 występów - Tahiti - Vanuatu 9 występów - Fidżi 8 występów - Wyspy Salomona |  | 6 występów - Australia - Nowa Kaledonia 5 występów - Papua-Nowa Gwinea 3 występy - Samoa 2 występy - Wyspy Cooka |

## Tabela wszech czasów
W dziesięciu finałach piłkarskich mistrzostw Oceanii lat 1973–2016 wystąpiło 10 reprezentacji narodowych. Rozegrały 128 meczów (21 zakończyło się remisem), strzelając 533 bramki (średnio 4,16 na spotkanie).
| Lp. | Reprezentacja     | Starty | Mecze | Zwycięstwa | Remisy | Porażki | Stosunek bramek | Punkty |
| 1   | Nowa Zelandia     | 10     | 44    | 32         | 4      | 8       | 110:39          | 95     |
| 2   | Australia         | 6      | 28    | 24         | 2      | 2       | 142:13          | 70     |
| 3   | Tahiti            | 9      | 37    | 18         | 5      | 14      | 80:81           | 54     |
| 4   | Nowa Kaledonia    | 6      | 27    | 12         | 4      | 11      | 65:52           | 34     |
| 5   | Fidżi             | 8      | 32    | 9          | 4      | 19      | 39:67           | 29     |
| 6   | Vanuatu           | 9      | 36    | 8          | 2      | 26      | 41:85           | 25     |
| 7   | Wyspy Salomona    | 7      | 28    | 7          | 4      | 17      | 31:70           | 44     |
| 8   | Papua-Nowa Gwinea | 4      | 14    | 3          | 5      | 6       | 23:42           | 13     |
| 9   | Wyspy Cooka       | 2      | 4     | 0          | 0      | 4       | 1:41            | 0      |
| 10  | Samoa             | 2      | 6     | 0          | 0      | 6       | 1:43            | 0      |

1. ↑  Australia była członkiem OFC do 2004 roku, następnie została członkiem AFC.

Uwagi:
- Aktualizacja na 13 czerwca 2017
- W latach 1973–1980 za zwycięstwo przyznawano 2 pkt., od 1996 – 3.